# Стратан, Дмитрий Иванович
Дмитрий Иванович Стратан (укр. Дмитро Іванович Стратан; 24 января 1975, Львов, Украинская ССР, СССР) — российский и украинский ватерполист. Участник летних Олимпийских игр 1996 в составе сборной Украины. В составе сборной России: серебряный призёр летних Олимпийских игр 2000, бронзовый призёр летних Олимпийских игр 2004, многократный бронзовый призёр Чемпионатов мира и Европы, обладатель Кубка мира 2002. Заслуженный мастер спорта России. Тренер по водному поло и плаванию.

## Биография
Родился 24 января 1974 года в Львове. Выступал за команды «Динамо» (Львов, Украина, 1991−1994), «Копер» (Словения, 1994−1996), «Марсель» (Франция, 2001−2002), «Штурм−2002» (Чехов, Московская обл., 2002−2010), Спартак−Волгоград (1996−2001, 2010−2014).
С 2014 года по 1 сентября 2022 года − главный тренер команды «Динамо» (Астрахань).
Осенью 2022 года переехал в Москву и в 2023 году устроился тренером по плаванию в фитнес-клуб WeGym-Кутузовский, проявил особую ответственность со своими учениками, из-за чего он был приглашён также в фитнес-клуб WeGym-Митино, где он также тренирует плаванию, а также, учитывая его заслуги в области водного поло, был приглашён тренером групповой программы по водному поло фитнес-клуба WeGym-Ферганская. Тренер успешно работает в трёх фитнес-клубах общей фитнес-сети.

## Достижения
- Чемпион Украины (1994)
- Чемпион Словении (1995)
- Обладатель Кубка Словении (1995)
- Чемпион России (1997, 1999, 2005, 2006, 2008, 2009, 2011−2014)
- Серебряный призер чемпионата России (1998, 2000, 2001, 2003, 2004, 2007)
- Бронзовый призер чемпионата России (2010)
- Обладатель Кубка России (2000, 2001, 2005, 2006, 2012)
- Серебряный призер чемпионата Франции (2002)

## Награды и звания
- Заслуженный мастер спорта России
- Орден Дружбы (2001)
- Орден "За заслуги перед Отечеством" II степени (2005)